# Erythrogonia socialis
Erythrogonia socialis är en insektsart som beskrevs av Melichar 1926. Erythrogonia socialis ingår i släktet Erythrogonia och familjen dvärgstritar. Inga underarter finns listade i Catalogue of Life.